# Plinthanthesis urvillei
Plinthanthesis urvillei är en gräsart som beskrevs av Ernst Gottlieb von Steudel. Plinthanthesis urvillei ingår i släktet Plinthanthesis och familjen gräs. Inga underarter finns listade i Catalogue of Life.